# ED (CP/M)
ED – dyrektywa nierezydentna systemu CP/M, której wykonanie powoduje uruchomienie systemowego edytora tekstu. Program ED jest programem usługowym dostarczanym wraz z systemem operacyjnym. Umożliwia edycję wszelkich plików tekstowych, w tym kodów źródłowych, plików wsadowych i innych. Za pomocą tego polecenia można tworzyć nowe pliki tekstowe, jak i edytować już istniejące.
Dyrektywa ta ma postać:
ED nazwa_jednoznaczna
Nazwa_jednoznaczna będąca argumentem wywołania dyrektywy ED, określa plik, który będzie podlegał edycji. W przypadku gdy plik nie istnieje, program wykryje ten fakt – nie odnajdzie go w bieżącym katalogu aktywnego użytkownika. Wyprowadzany jest wówczas komunikat NO FILE i następuje utworzenie nowego zbioru o wskazanej nazwie. Jeżeli plik istnieje, to program zgłasza się znakiem zachęty i jest gotowy do edycji tekstu. Przedmiotowym poleceniem można edytować zbiory z obszaru bieżącego użytkownika. Edytowanie pliku z obszaru innego użytkownika, wymaga przejścia do obszaru tego użytkownika dyrektywą USER.
Obsługa samego programu w zakresie edycji realizowana jest w sposób konwersacyjny w wierszu poleceń. Po uruchomieniu programu edytor zgłasza operatorowi swoją gotowość znakiem zachęty – znak gwiazdka *. Po znaku zachęty operator wprowadza dyrektywy edytora, stanowiące polecenia dla programu. Dyrektywy takie jak I, czy T, aktywują edycję, tzn. po wydaniu takich poleceń, można wprowadzać właściwy tekst.
Edycja odbywa się w specjalnym buforze, do którego użytkownik przepisuje dyrektywą A wybrany fragment edytowanego pliku. Fragment nie musi stanowić pojedynczej linii. Nowa linia jest w buforze oznaczana parą znaków CR (0DH), LF (0H). Ponadto należy podkreślić, że program generuje na potrzeby przetwarzania pliku, plik tymczasowy (roboczy) o rozszerzeniu .$$$, tzn. nazwa_jednoznaczna.$$$. Po zakończeniu redagowania, nowa wersja pliku zapisywana jest pod nazwą nazwa_jednoznaczna, a poprzednia wersja pod nazwą z rozszerzeniem .BAK. Podczas wprowadzania tekstu, kombinacja znaków Ctrl+Z, pozwala powrócić do linii dyrektyw edytora. Polecenie E kończy działanie edytora i powoduje powrót do systemu operacyjnego. Edytor posiada dość rozbudowany zestaw poleceń, w tym wyszukiwania testu, zamiany, dopisywania z bibliotek, numerowania wierszy, drukowania i podglądu. Można także łączyć dyrektywy, tzn. w jednym wierszu wydać zlecenie składające z ciągu odpowiednio zapisanego zestawu dyrektyw edytora.